# نمط الورد
نمط الورود، رواية ساحرة للأطفال، صدرت عام 1972 بقلم الكاتبة البريطانية كاثلين ويندي هيرالد بيتون. تنسج خيوطَ لغزٍ غامضٍبين الصفحات وتلوح بظلالَ شبحٍ في الأفق، لتأخذ القارئ في رحلة تمزج بين الواقع والمجهول.
عام 1975، شقّت الرواية طريقها إلى الولايات المتحدة بعنوان مختلف هو هكذا كنتُ ذات يوم، لكن الطبعات التالية سرعان ما عادت إلى اسمها الأصلي، الذي ظلّ يفوح بعبق الغموض وسحر الحكاية.
في عام 1983، وجدت هذه القصة طريقها إلى الشاشة، حيث تحوّلت إلى فيلم تلفزيوني، مثّل أول ظهور بارز للممثلة هيلينا بونهام كارتر، التي أصبحت لاحقًا من أبرز نجمات السينما البريطانية. شاركها البطولة كل من فيليب جاكسون وسوزانا هاميلتون، ليمنحوا الرواية حياة جديدة على مرأى من العالم.

## ملخص الرواية
بينما ينشغل والداه بتجديد كوخٍ قديم في قرية إنجليزية هادئة، ينغمس تيم إنغرام في عالمٍ من الغموض حين يكتشف خيوط لغزٍ يرتبط بصبيٍّ في الخامسة عشرة من عمره، كان قد عاش في ذلك المنزل وفارق الحياة عام 1910. ومع مرور الأيام، تبدأ أسرار الماضي بالتكشف شيئًا فشيئًا، خاصة بمساعدة صديقته ريبيكا، التي تصبح رفيقة دربه في رحلة البحث. لكن المفاجأة الكبرى أن أحداثًا من زمن بعيد تبدأ بالانعكاس على واقعه، وكأن شبح الماضي قد أطلّ من بين جدران الكوخ ليعيد سرد الحكاية من جديد.